# Cecilia Wikström
Cecilia Wikström (Övertorneå, 17 de outubro de 1965) é uma política sueca do partido Os Liberais  (Liberalerna).
Anteriormente, foi deputada do Parlamento da Suécia entre 2002 e 2009. É deputada do Parlamento Europeu desde 2009.